# Werner Klingler
Werner Klingler, all'anagrafe Karl Adolf Kurt Werner Klingler (Stoccarda, 23 ottobre 1903 – Berlino, 23 giugno 1972), è stato un regista e attore tedesco.

## Filmografia

### Sceneggiatore
- Die letzten Vier von Santa Cruz, regia di Werner Klinger (1936)
- Menzogna (Die barmherzige Lüge), regia di Werner Klingler (1939)

### Regista
- Gli ultimi quattro di Santa Cruz (Die letzten Vier von Santa Cruz) (1936)
- Standschütze Bruggler (1936)
- Condottieri, co-regia di Luis Trenker - per la versione tedesca (1937)
- Lettere d'amore dall'Engadina (Liebesbriefe aus dem Engadin), co-regia di Luis Trenker (1938)
- Menzogna (Die barmherzige Lüge) (1939)
- L'ultimo assalto (Die letzte Runde) (1940)
- Wetterleuchten um Barbara (1941)
- La tragedia del Titanic (Titanic), regia di Herbert Selpin (sostituito)[1] (1943)
- Der Verteidiger hat das Wort (1944)
- Die Degenhardts (1944)
- Solistin Anna Alt (1945)
- Dr. phil. Doederlein (1945)
- Razzia (1947)
- Arche Nora (1948)
- Allarme a New York (Spion für Deutschland) (1956)
- Stanza blindata 713 (Banktresor 713) (1957)
- Ginecologo dottor Bertram (Frauenarzt Dr. Bertram) (1957)
- Z 6 chiama base (Hoppla, jetzt kommt Eddie) (1958)
- Donne all'inferno (Blitzmädels an die Front) (1961)
- Aus dem Tagebuch eines Frauenarztes (1959)
- Arzt aus Leidenschaft
- Ein Student ging vorbei
- Geschminkte Jugend, co-regia di Max Nosseck e Peter M. Thouet (1960)
- Divisione Lebensborn (1961)
- Il pugnale siamese (Das Geheimnis der schwarzen Koffer) (1962)
- Il testamento del dottor Mabuse (Das Testament des Dr. Mabuse)
- Die Nacht am See, co-regia di Peter M. Thouet (1963)
- Das Haus auf dem Hügel (1964)
- La guerra segreta (The Dirty Game), co-regia con Christian-Jaque, Carlo Lizzani e Terence Young (1965)
- Straßenbekanntschaften auf St. Pauli (1968)

### Attore
- Romanzo d'amore (The case of Lena Smith), regia di Josef von Sternberg (1929)
- Il nostro pane quotidiano (City Girl), regia di Friedrich Wilhelm Murnau (1930)
- Journey's End, regia di James Whale (1930)
- Gli angeli dell'inferno (Hell's Angels), regia di Howard Hughes (1930)
- Der Tanz geht weiter, regia di Wilhelm Dieterle (1930)
- Obiettivo x (Target Unknown), regia di George Sherman (1951)
- Destinazione Budapest (Assignment: Paris), regia di Robert Parrish, Phil Karlson (1952)
- Il grido delle aquile (Screaming Eagles), regia di Charles F. Haas (1956)

### Aiuto regista
- S.O.S. Iceberg
- S.O.S. Eisberg
- Il figliuol prodigo (Der verlorene Sohn), regia di Luis Trenker (1934)